# 阿尔希米亚德亚尔莫纳西德
阿尔希米亚德亚尔莫纳西德，是西班牙瓦伦西亚自治区卡斯特利翁省的一个市镇。总面积20平方公里，总人口299人（2001年），人口密度15人/平方公里。